# مرجان‌بلاغ
مرجان‌بلاغ (به ازبکی: Marjonbuloq) یک منطقهٔ مسکونی در ازبکستان است که در شهرستان غله‌آرال واقع شده‌است. مرجان‌بلاغ ۳٬۰۷۹ نفر جمعیت دارد.